# Laemonema goodebeanorum
Laemonema goodebeanorum is een straalvinnige vissensoort uit de familie van diepzeekabeljauwen (Moridae). De wetenschappelijke naam van de soort is voor het eerst geldig gepubliceerd in 1997 door Meléndez C. & Markle.